# Саксонско-анхальтская кухня

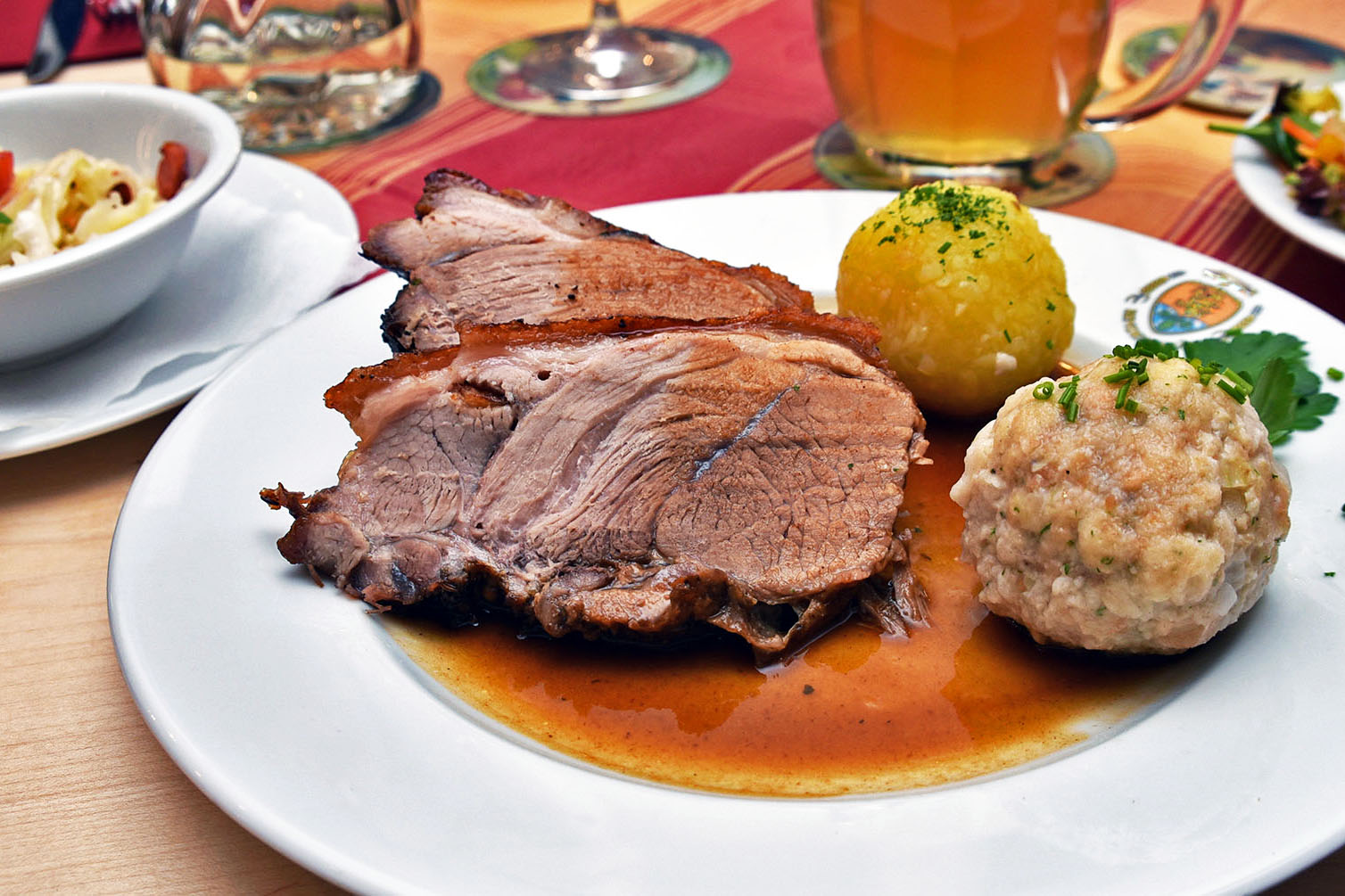
Жаркое из свинины с кнедликами и салатом из капусты

Саксонско-анхальтская кухня (нем. Sachsen-Anhaltische Küche) — традиционная кухня немецкой земли Саксония-Анхальт.
Регионы на севере федеральной земли, такие как Альтмарк, Флеминг, Анхальт и Магдебургская Бёрде, имеют кухню, похожую на кухню соседних Нижней Саксонии и Бранденбурга. Из-за ландшафтных условий в горах Гарца возникла независимая кухня с такими фирменными блюдами, как Гарцский сыр и различные деликатесы из дичи. Кухня юга страны основана на соседней тюрингской кухне.
Саксония-Анхальт имеет прекрасные условия для сельского хозяйства, особенно в Магдебургской Бёрде. Здесь выращивают разнообразную сельскохозяйственную продукцию, в том числе, пшеницу, сахарную свеклу, а также многие виды овощей. В дополнение к блюдам с давней традицией существуют различные типичные блюда ГДР, которые нашли своё место в повседневной домашней кулинарии. Благодаря их широкому использованию, сегодня они считаются региональными и типичными не только для Саксонии-Анхальт, а для всей бывшей территории ГДР.

## Кулинария Саксония-Анхальт
С 2017 года земля Саксония-Анхальт присуждает компаниям сельскохозяйственной и пищевой отраслей за высококачественные деликатесы из региона награды «Кулинарная звезда» (нем. Kulinarische Sterne). Победители определяются в рамках конкурса «Кулинарная Саксония-Анхальт». В конкурсе могут принять участие все компании, имеющие штаб-квартиру или производство в земле Саксония-Анхальт — от небольших хозяйств или сельскохозяйственных предприятий с собственной переработкой и прямым маркетингом до компаний с промышленным производством. Разрешены продукты первой стадии переработки, доступные круглый год неизменного качества. Все участвующие продукты дегустируются и оцениваются нейтральным и независимым экспертным жюри. Победители конкурса получают поддержку в их маркетинговой деятельности. Среди прочего, избранные продукты собраны в «Culinary Star Box», призванном способствовать «наслаждению едой в Саксонии-Анхальт».

## Известные продукты и напитки

### Напитки
- Hasseröder — пиво из Вернигероде
- Schierker Feuerstein — травяные биттеры из Ширке в горах Гарца.
- Вино из региона Зале-Унструт; игристое вино Rotkäppchen («Красная шапочка») известно по всей стране.

### Выпечка и кондитерские изделия
- «Bambina» — известный шоколад из города Цайц
- Баумкухен — трубчатый слоёный пирог, который выпекается слоями на валике, вращающемся перед открытым огнем, а затем покрывается сахаром или шоколадом (фирменное блюдо из Зальцведеля в Альтмарке, а теперь также из Вернигероде как «Harzer Baumkuchen»)
- Биненштих — дрожжевой листовой пирог, который перед выпечкой обмазывают смесью мёда, молока и миндаля или тёртого кокоса (в отличие от южногерманского Биненштих, северонемецкий вариант без начинки); обычно продаётся в пекарнях как «блюдо», а не куском
- «Burger Knäcke» — фирменные хлебцы из Бурга
- «Halloren-Kugeln» — известные фирменные конфеты-пралине из Гаале
- «Hansa» и «Othello» — фирменное печенье от компании «Wikana» из Виттенберга
- «Leckermäulchen» — известный творожок из Вайсенфельса
- Papageikuchen — бисквит, окрашенный желе, пищевым красителем и глазурью. Когда торт разрезают, становятся видны цвета, отсюда название «Торт-попугай».
- Prilleken — жареное во фритюре тесто.
- Штрейзелькухен — дрожжевой листовой пирог, который перед выпечкой покрыт крошкой из теста для штрейзеля; обычно продаётся в пекарнях как «блюдо», а не как кусок
- Немецкий масляный пирог — дрожжевой листовой пирог, который перед выпечкой посыпают сахаром и покрывают кусочками сливочного масла; обычно продаётся в пекарнях как «блюдо», а не как цельный кусок

### Основные блюда
- Klump — кнедлики
- Варёные овощи (мягкие овощи в густом соусе из ру и воды)
- Отварной картофель — самый популярный гарнир
- Brocke — кубики хлеба, облитые подслащённым ячменным кофе, в качестве сытного завтрака
- Картофель в мундире, подаётся со сливочным маслом и ливерной колбасой или с мелко нарезанным луком в масле, приправленным солью и перцем
- «Ostfälischer Kartoffelsalat» — ломтики картофеля, приготовленные в уксусе, луке, петрушке и специях, с отварным картофелем и яичницей, подаются холодными в качестве гарнира или к ужину
- Кисло-сладкий чечевичный суп с кровяной колбасой
- Жареный картофель с жирным беконом, подаётся с жареным яйцом
- «Köthener Schusterpfanne» — жаркое из свинины, запеченное с картофелем и грушами (фирменное блюдо Анхальта)
- Завтрак фермера — омлет с жареным картофелем
- Яйца в горчичном соусе — вареные яйца в лёгком горчичном соусе, подаются с отварным картофелем
- «Кисло-сладкие яйца» — яйца, сваренные в густом соусе из ру, воды, уксуса, соли, перца и сахара, подаются с отварным картофелем
- Braunkohl (также: Brunkohl) — капуста, тушёная в основном с копчёной свининой, подается с отварным картофелем; капусту следует разогревать несколько раз в течение дня, прежде чем она приобретёт оптимальный аромат
- Спаржа подаётся с отварным картофелем и растопленным белым хлебом (фирменное блюдо Альтмарка)
- Немецкий свадебный суп из Альтмарка — прозрачный куриный бульон с фрикадельками, руайалем[вд] и спаржей (фирменное блюдо Альтмарка)
- Hühnerfrikassee — куриное рагу, дополненное каперсами, фрикадельками, спаржей и/или грибами, подаётся с отварным картофелем или рисом
- «Bötel mit Lehm und Stroh» — свиная рулька с гороховым пюре и квашеной капустой (магдебургское фирменное блюдо)
- Свиная рулька с хреном
- «Солёная кость» с хреном — солёная свинина на кости с соусом из хрена и отварным картофелем (специалитет из Вайсенфельса)
- Lose Wurst (также: «Tote Oma») — кровяная колбаса, обжаренная с нарезанным луком, который приобретает кашицеобразную консистенцию во время приготовления, подаётся с квашеной капустой и отварным картофелем или картофельным пюре
- Hacktesstippe — соус из мясного фарша, подается с картофельным пюре и корнишонами (см. также берлинский «Beamtenstippe» или Чиновничья подлива)
- Клопсе — жареные фрикадельки из говяжьего или свиного фарша, подаются с отварным картофелем и перевязанными овощами
- Speckkuchen — капустные листья, фаршированные приправленным свиным фаршем, которые сначала обжариваются, а затем тушатся, подаются с отварным картофелем.
- Hackepeter — свиной фарш без приправ, который готовится индивидуально на столе с яичным желтком, горчицей, луком, солью, перцем и чёрным хлебом
- Поттзузе — фирменное блюдо Магдебургского Берде и региона Гарц, разваренное жирное мясо наподобие тушенки
- Зауэрфлайш — «кислое мясо»
- «Halberstädter Würstchen» — известный бренд из Хальберштадта (особенно Боквурст; первые в мире консервированные колбасы)
- Гарцский сыр — кисломолочный сыр из гор Гарца
- Дичь из Гарца
- Рыба из озера Арендзее (регион Альтмарк)
- Heringsbrötchen — белые булочки с сырой квашеной капустой и филе маринованной сельди
- Schmalzbrötchen — булочки из белого хлеба, намазанные салом и приправленные солью
- Puddingsuppe
- Луковый пирог
- Манная каша или Grießbrei, подается с фруктовым компотом
- Рисовый пудинг — круглозернистый рис, приготовленный на молоке, подаётся с сахаром и корицей или с яблочным соусом
- Рисовый пудинг с корицей, сахаром, обжаренными ломтиками саксонской колбасы и топленым маслом Milchreis Jeßnitzer Art)[2]
- Блинчики или панкейки, подаются с яблочным пюре и сахаром
- Картофельные оладьи или Kartoffelpuffer, подаются с яблочным пюре и сахаром
- Klump mit Pear, картофельное тесто с грушей (также со сливой или вишней или тесто на панировочных сухарях)
- Брегенвурст, изначально делалась из мозга

## Необычные блюда
- Мильбенкезе или клещевой сыр из Вюрхвица
- В некоторых регионах, таких как Альтмарк, блины, посыпанные сахаром, едят с кисло-сладким супом из зелёной фасоли
- В регионе Анхальт к рисовому пудингу подают боквурст, рагу или колбасу

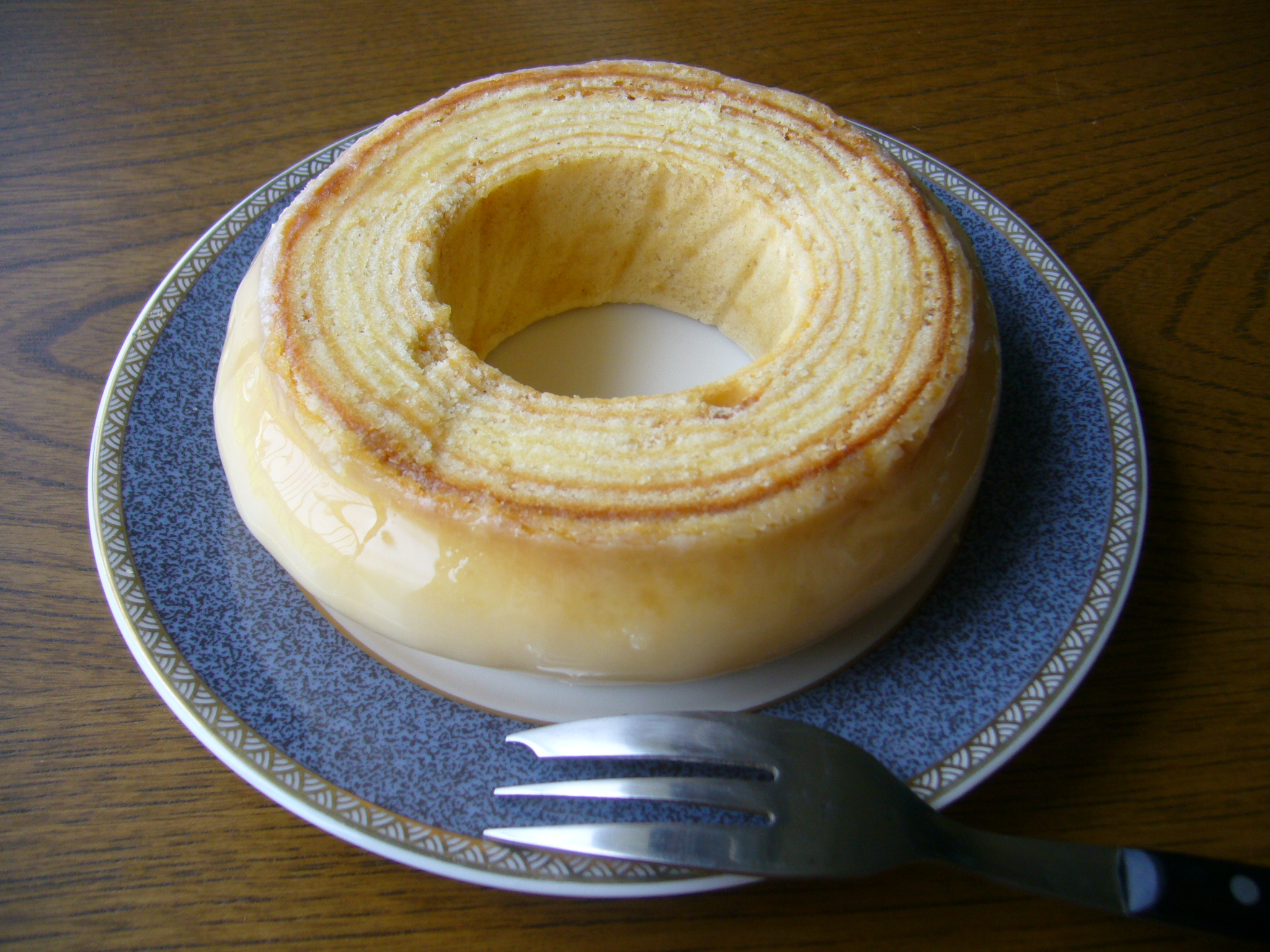
Баумкухен
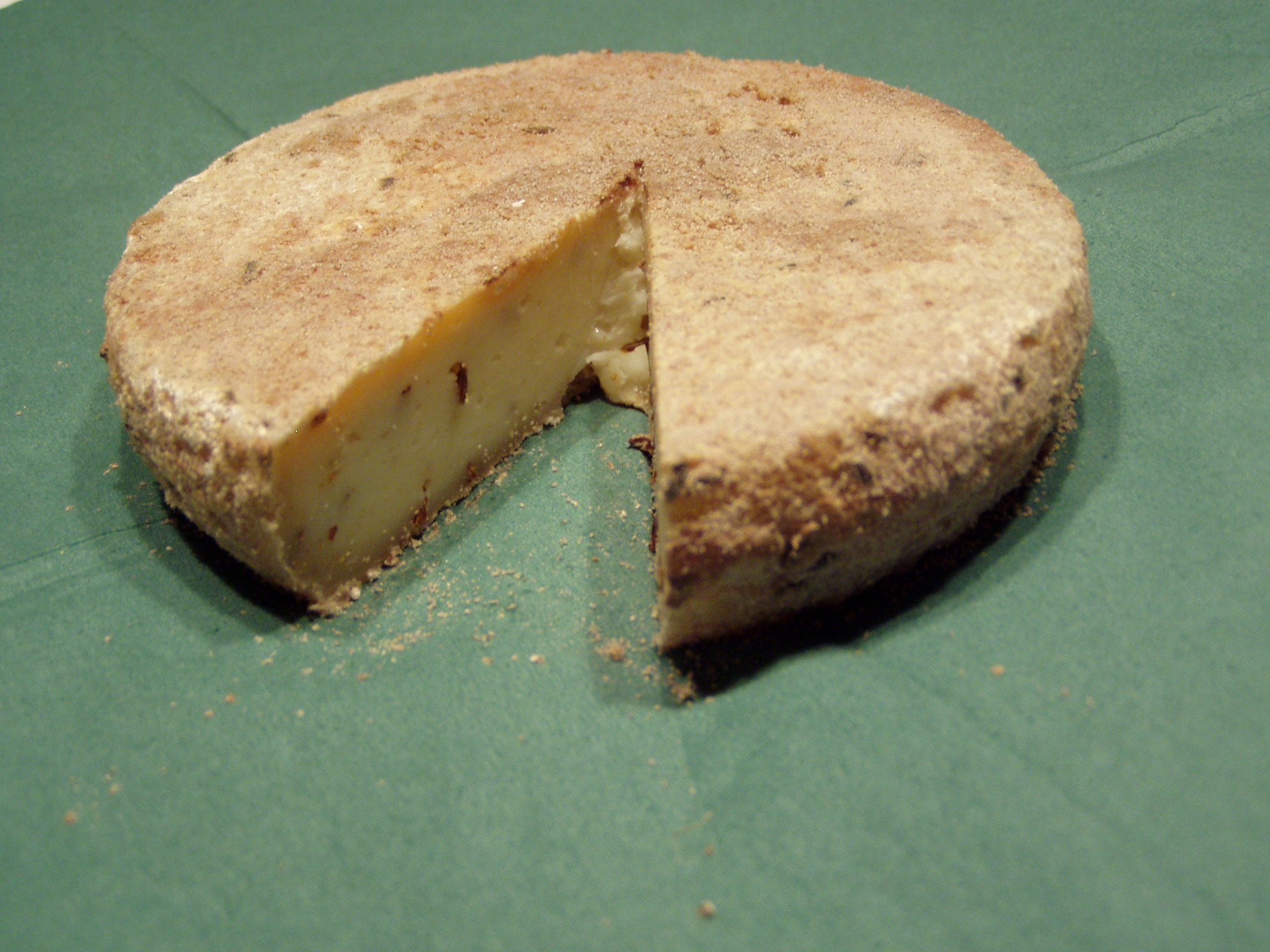
Клещевой сыр
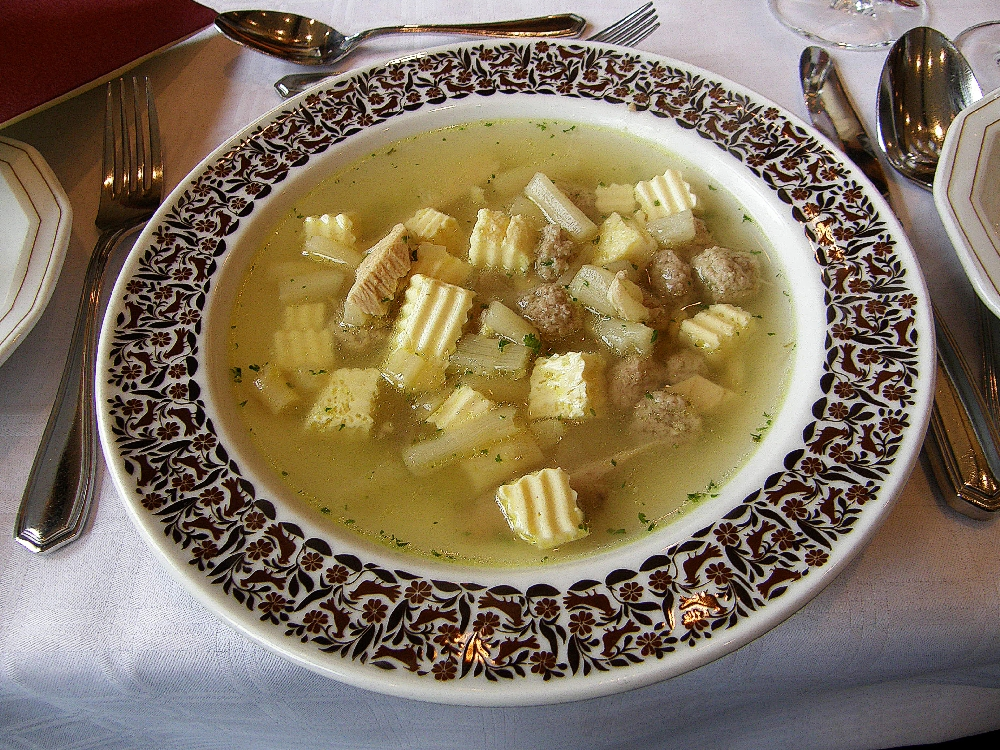
Свадебный суп с фрикадельками, спаржей и заварным кремом
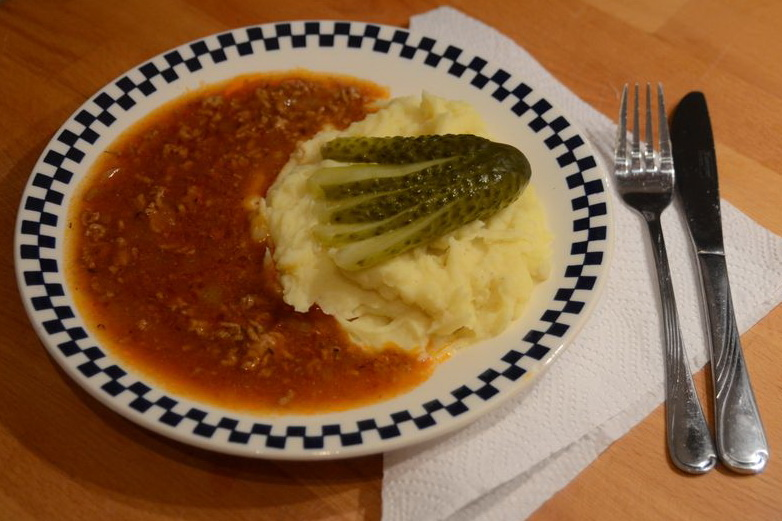
Чиновничья подлива из фарша в темном соусе на картофельном пюре с веерами из огурцов
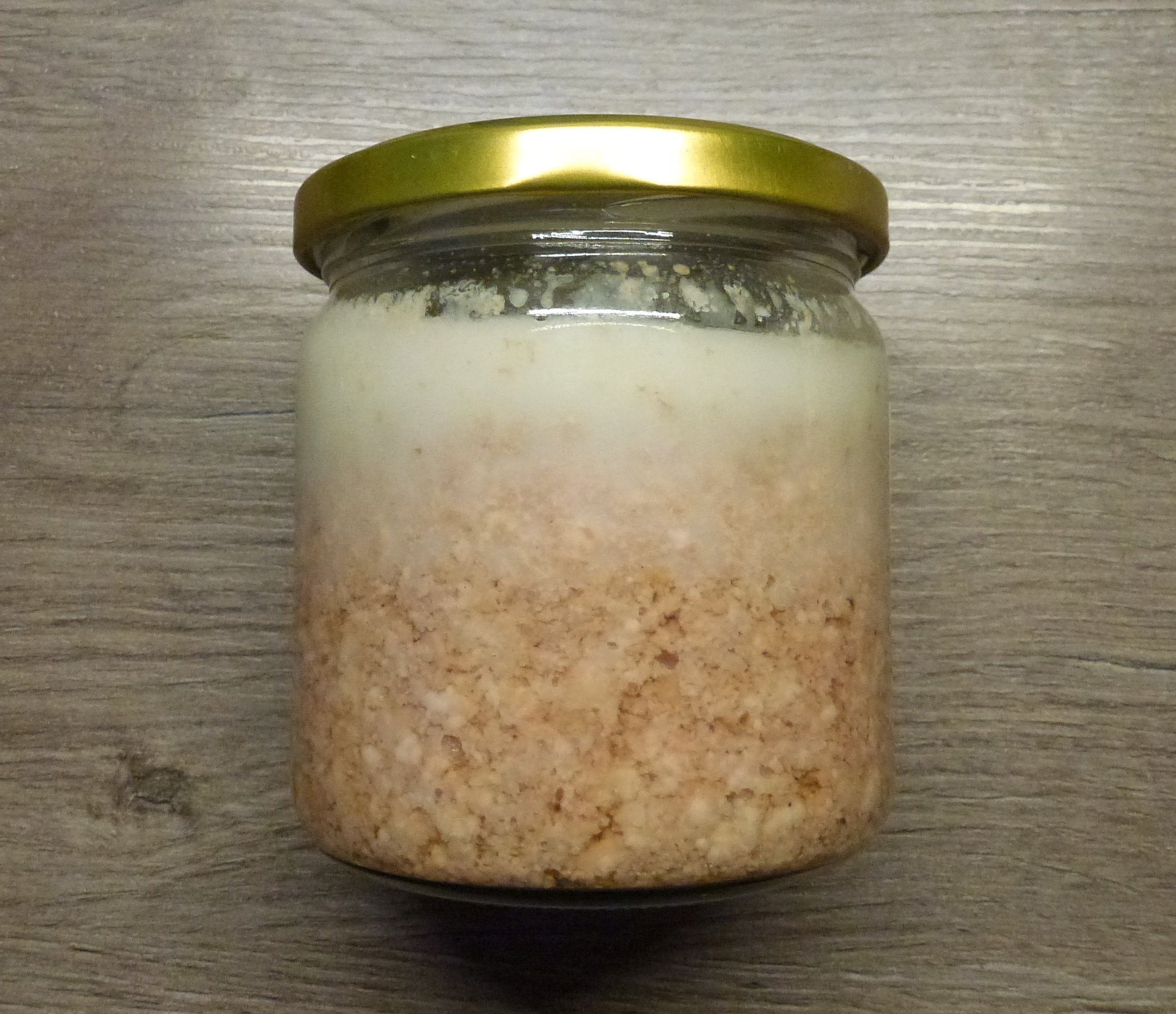
Поттзузе из Гарца